# B3リーグ 2024-25
B3リーグ 2024-25は、2024年9月27日から2025年5月18日まで開催されたB3リーグの第9回目のシーズンである。横浜エクセレンスが2度目の優勝を果たした。

## 概要
- B3プレーオフ優勝の福井ブローウィンズと準優勝の鹿児島レブナイズがB2リーグに昇格[1]。
- B2・13位の岩手ビッグブルズと14位の新潟アルビレックスBBがB3リーグに降格[2]。
- 豊田合成スコーピオンズは2023-24シーズンを以てB3リーグを退会[3]。

## 参加チーム
2024-25シーズンのB3は17チームで行われる。なおシーズン終了後は2026-27シーズンからの新Bリーグを見据えてB2からB3への降格は行わないため、2025-26シーズンは15チームで行う予定（B3から2チームがB2に昇格するため）。
| 地区 | チーム名                               | 略称   | ホームタウン                     | ホームアリーナ                                                                       | 2024-25シーズン B2準加盟 | 2023-24所属 | ユニフォームサプライヤー | 備考 |
| ---- | -------------------------------------- | ------ | -------------------------------- | ------------------------------------------------------------------------------------ | ------------------------ | ----------- | ------------------------ | ---- |
| 東北 | 岩手ビッグブルズ                       | 岩手   | 岩手県盛岡市                     | 盛岡タカヤアリーナ                                                                   | ○                        | B2東        | PENALTY                  |      |
| 関東 | さいたまブロンコス                     | 埼玉   | 埼玉県さいたま市・所沢市         | 浦和駒場体育館                                                                       | ○                        | B3          | UPSET                    |      |
| 関東 | 東京ユナイテッドバスケットボールクラブ | 東京U  | 東京都江東区                     | 有明アリーナ                                                                         | ○                        | B3          | UNDER ARMOR              |      |
| 関東 | しながわシティバスケットボールクラブ   | 品川   | 東京都品川区                     |                                                                                      | -                        | B3          | LUXPERIOR                |      |
| 関東 | アースフレンズ東京Z                    | 東京Z  | 東京都大田区                     | 大田区総合体育館                                                                     | ○                        | B3          | MUNTER                   |      |
| 関東 | 立川ダイス                             | 立川   | 東京都立川市                     | アリーナ立川立飛                                                                     | ○                        | B3          | SPALDING                 |      |
| 関東 | 東京八王子ビートレインズ               | 八王子 | 東京都八王子市                   | エスフォルタアリーナ八王子                                                           | ○                        | B3          | agrina                   |      |
| 関東 | 横浜エクセレンス                       | 横浜EX | 神奈川県横浜市                   | 横浜武道館                                                                           | ○                        | B3          | PENALTY                  |      |
| 関東 | 湘南ユナイテッドBC                     | 湘南   | 神奈川県藤沢市・茅ヶ崎市・寒川町 | 秋葉台文化体育館、秩父宮記念体育館、茅ヶ崎市総合体育館、シンコースポーツ寒川アリーナ | -                        | B3          | UPSET                    |      |
| 北陸 | 新潟アルビレックスBB                   | 新潟   | 新潟県長岡市                     | シティホールプラザアオーレ長岡                                                       | ○                        | B2東        | ヨネックス               |      |
| 北陸 | 金沢武士団                             | 金沢   | 石川県金沢市                     | 金沢市総合体育館                                                                     | -                        | B3          | MUNTER                   |      |
| 東海 | 岐阜スゥープス                         | 岐阜   | 岐阜県岐阜市                     | OKBぎふ清流アリーナ                                                                  | ○                        | B3          | IN THE PAINT             |      |
| 東海 | ヴィアティン三重バスケットボール       | 三重   | 三重県四日市市、津市、桑名市     | 四日市市総合体育館、安濃中央総合公園内体育館、津市久居体育館                         | -                        | B3          | BFIVE                    |      |
| 中国 | トライフープ岡山                       | 岡山   | 岡山県岡山市・津山市             | ジップアリーナ岡山                                                                   | ○                        | B3          | EGOZARU                  |      |
| 中国 | 山口パッツファイブ                     | 山口   | 山口県宇部市                     | 宇部市俵田翁記念体育館                                                               | ○                        | B3          | BFIVE                    |      |
| 四国 | 徳島ガンバロウズ                       | 徳島   | 徳島県徳島市                     | とくぎんトモニアリーナ                                                               | ○                        | B3          | BFIVE                    |      |
| 四国 | 香川ファイブアローズ                   | 香川   | 香川県高松市                     | 高松市総合体育館                                                                     | ○                        | B3          | SPALDING                 |      |

- 「準加盟」
  - ○ - 承認済
  - －- 未承認、未申請、未加盟

## レギュレーション
2024年7月8日に発表された。

### レギュラーシーズン
- 2024-25シーズン：2024年9月27日（金）～2025年4月20日（日）
- 全17クラブによるリーグ戦（4回戦または2回戦）、1クラブ52試合　全442試合
  - クラブ毎の対戦数にバラつきあり （任意の10クラブとは4試合、6クラブとは2試合の対戦）

### プレーオフ
- 2025年4月25日（金）～5月18日（日）
- 準々決勝：2025年4月25日（金）～29日（火）、準決勝：2025年5月9日（金）～12日（月）、決勝／3位決定戦：2025年5月16日（金）～18日（日）
  - レギュラーシーズン上位8クラブによるトーナメント戦（3戦2勝先勝方式）、最多21試合（最少14試合）
  - レギュラーシーズン上位クラブのホーム開催とする。
  - 3位決定戦は、昇格クラブを決定する必要がある場合のみ開催する。
    - 開催しない場合は、B3リーグ レギュラーシーズン 2024-25の上位クラブを3位とする。

## 結果

### レギュラーシーズン
| 順位 | チーム名                 | 勝 | 敗 | 勝率 | 得点 | 失点 | 得失点差 |
| 1    | 横浜エクセレンス         | 45 | 7  | .865 | 4510 | 3713 | 797      |
| 2    | 東京ユナイテッドBC       | 43 | 9  | .827 | 4330 | 3712 | 618      |
| 3    | 香川ファイブアローズ     | 41 | 11 | .788 | 4215 | 3689 | 526      |
| 4    | 岩手ビッグブルズ         | 37 | 15 | .712 | 4057 | 3605 | 452      |
| 5    | 岐阜スゥープス           | 31 | 21 | .596 | 4234 | 4035 | 199      |
| 6    | 新潟アルビレックスBB     | 27 | 25 | .519 | 3879 | 3828 | 51       |
| 7    | アースフレンズ東京Z      | 27 | 25 | .519 | 3907 | 3869 | 38       |
| 8    | 山口パッツファイブ       | 25 | 27 | .481 | 3975 | 4091 | -116     |
| 9    | 徳島ガンバロウズ         | 25 | 27 | .481 | 3979 | 4131 | -152     |
| 10   | しながわシティ           | 23 | 29 | .442 | 3975 | 4017 | -42      |
| 11   | 湘南ユナイテッドBC       | 23 | 29 | .442 | 3749 | 3947 | -198     |
| 12   | さいたまブロンコス       | 22 | 30 | .423 | 3985 | 4201 | -216     |
| 13   | 東京八王子ビートレインズ | 20 | 32 | .385 | 3914 | 4112 | -198     |
| 14   | 立川ダイス               | 17 | 35 | .327 | 3898 | 4278 | -380     |
| 15   | 金沢武士団               | 16 | 36 | .308 | 3928 | 4353 | -425     |
| 16   | トライフープ岡山         | 11 | 41 | .212 | 3891 | 4188 | -297     |
| 17   | ヴィアティン三重         | 9  | 43 | .173 | 3566 | 4223 | -657     |

|  |  |  | プレーオフ出場 |  | プレーオフ不出場 |

- 2025年4月20日終了時点の順位[6]
- 全442試合が成立した[6]
- 新潟と東京Zは勝率が同じかつ、直接対決も引き分けているが、得失点差で新潟が上位となる[6]
- 山口と徳島は勝率が同じだが、直接対決で山口が上位となる[6]
- 品川と湘南は勝率が同じかつ、直接対決も引き分けているが、得失点差で品川が上位となる[6]

### 個人スタッツリーダー
| # | 得点                                     | 得点  | リバウンド                   | リバウンド | アシスト                       | アシスト | スティール               | スティール |
| # | 選手名                                   | avg   | 選手名                       | avg        | 選手名                         | avg      | 選手名                   | avg        |
| - | ---------------------------------------- | ----- | ---------------------------- | ---------- | ------------------------------ | -------- | ------------------------ | ---------- |
| 1 | トレイ・ボイドIII（横浜EX）              | 25.96 | ブレイク・プレストン（山口） | 13.71      | ジョーダン・フェイゾン（湘南） | 5.55     | クレイ・マウンス（岩手） | 2.41       |
| 2 | クレイ・マウンス（岩手）                 | 24.45 | マイケル・ヒューズ（湘南）   | 13.57      | 井手拓実（東京Z）              | 4.73     | 川島蓮（東京U）          | 2.40       |
| 3 | アンドリュー・フィッツジェラルド（立川） | 21.44 | ライアン・ワトキンス（埼玉） | 9.62       | 塚本雄貴（徳島）               | 4.69     | 杉山裕介 （横浜EX）      | 2.10       |

| # | ブロックショット             | ブロックショット | 3P成功率           | 3P成功率 | FT成功率         | FT成功率 |
| # | 選手名                       | avg              | 選手名             | %        | 選手名           | %        |
| - | ---------------------------- | ---------------- | ------------------ | -------- | ---------------- | -------- |
| 1 | ハイデン・コヴァル（品川）   | 3.33             | 松井啓十郎（埼玉） | 40.89    | 宮崎恭行（三重） | 88.30    |
| 2 | マイケル・ヒューズ（湘南）   | 2.34             | 向井祐介（岡山）   | 40.63    | 高橋克実（香川） | 85.59    |
| 3 | アレックス・デイビス（香川） | 1.27             | 佐脇考哉（三重）   | 39.17    |                  |          |

## 個人表彰
2025年4月25日に個人表彰が発表された。
| 賞                 | 受賞者                   | 所属                                   |
| ------------------ | ------------------------ | -------------------------------------- |
| 年間MVP            | トレイ・ボイドIII        | 横浜エクセレンス                       |
| 年間ベストファイブ | 高橋克実                 | 香川ファイブアローズ                   |
| 年間ベストファイブ | 川島蓮                   | 東京ユナイテッドバスケットボールクラブ |
| 年間ベストファイブ | クレイ・マウンス         | 岩手ビッグブルズ                       |
| 年間ベストファイブ | ブレイク・プレストン     | 山口パッツファイブ                     |
| 年間ベストファイブ | エライジャ・ウィリアムス | 横浜エクセレンス                       |

## 2025-26シーズンB3公式試合参加資格
2025年4月17日のB3リーグ理事会で2025-26シーズンB3リーグ公式試合参加資格を審議し、下記の通りに決まった。
- B3リーグ公式試合参加資格　合格（17クラブ） - 岩手（B2ライセンス所有）、埼玉（B2ライセンス所有）、東京U（B2ライセンス所有）、品川、東京Z、立川（B2ライセンス所有）、八王子、横浜EX（B2ライセンス所有）、湘南、新潟（B2ライセンス所有）、金沢、岐阜（B2ライセンス所有）、三重、岡山（B2ライセンス所有）、山口（B2ライセンス所有）、徳島（B2ライセンス所有）、香川（B2ライセンス所有）

## その他
2023-24シーズンまでの「B3TV」に代わって2024-25シーズンよりソフトバンクが提供するバスケットLIVEがB3リーグの配信を行う。